# Sada Thioub
Sada Thioub (Nanterre, Francia, 1 de junio de 1995) es un futbolista senegalés que juega de extremo y se encuentra sin equipo tras abandonar el F. C. Yelimay. Es internacional con la selección de fútbol de Senegal.

## Trayectoria
Thioub comenzó su carrera como futbolista profesional en 2015, cuando debutó con el O. G. C. Niza en la Ligue 1, en un partido contra el Olympique de Marsella el 23 de enero. Ese mismo año fichó por el E. A. Guingamp, que lo cedió al C. A. Bastia, de la tercera división francesa.

### Nîmes
En 2016 fichó por el Nîmes Olympique de la Ligue 2, equipo en el que se hizo con el puesto de titular, logrando el ascenso a Ligue 1 en la temporada 2017-18.
Su buena temporada en el Nîmes en la Ligue 1 hizo que otros equipos se interesasen en él.[cita requerida]

### Angers
En 2019 fichó por el Angers S. C. O., que también se encontraba en la Ligue 1. En enero de 2022 este equipo lo cedió al A. S. Saint-Étienne lo que restaba de temporada.

## Selección nacional
Thioub es internacional con la selección de fútbol de Senegal desde que debutase el 23 de marzo de 2019 en un partido de clasificación para la Copa África frente a la selección de fútbol de Madagascar.

## Clubes
| Club                         | País       | Año       |
| ---------------------------- | ---------- | --------- |
| O. G. C. Niza                | Francia    | 2015      |
| E. A. Guingamp               | Francia    | 2015-2016 |
| C. A. Bastia (cedido)        | Francia    | 2015-2016 |
| Nîmes Olympique              | Francia    | 2016-2019 |
| Angers S. C. O.              | Francia    | 2019-2023 |
| A. S. Saint-Étienne (cedido) | Francia    | 2022      |
| F. C. Yelimay                | Kazajistán | 2024      |